# Edoardo Velo
Edoardo Velo (Napoli, 7 dicembre 1970) è un attore italiano.

## Biografia
Edoardo Velo è un attore di teatro, fotoromanzi, cinema e televisione, dove appare per la prima volta nel 1991 con la miniserie tv di Rai Uno, Vento di mare, per la regia di Gianfranco Mingozzi. Nel 1993 debutta sul grande schermo con il film Pacco, doppio pacco e contropaccotto, diretto da Nanni Loy.
Diventa popolare grazie alla soap opera in onda su Canale 5, Vivere, dove dal 2002 al 2004 interpreta il ruolo di Danilo Sarpi. Successivamente lavora in altre fiction tv, tra cui: le miniserie Provaci ancora prof! (2005), regia di Rossella Izzo, Il Generale Dalla Chiesa (2007), regia di Giorgio Capitani, la soap opera di Rai 3, Un posto a sole, dove dal 2007 al 2008 interpreta il ruolo del "cattivo" imprenditore Luca Damiani, nel 2011 interpreta il magistrato Tonioli nella miniserie televisiva italiana in onda su Rai 1, La donna che ritorna con Virna Lisi. Nel 2017 interpreta il personaggio di Martino Siniscalchi nella fiction Sorelle.

## Filmografia

### Cinema
- Pacco, doppio pacco e contropaccotto, regia di Nanni Loy (1993)
- L'intesa, regia di Antonio D'Agostino (1995)
- Trappola d'autore, regia di Franco Salvia (2009)
- Una vita violata, regia di Riccardo Sesani (2009)
- Dolce di latte, regia di Gianni Leacche(2014)

### Televisione
- Vento di mare, regia di Gianfranco Mingozzi - miniserie TV (1991)
- Don Fumino - serie TV, episodio 1x12 (1993)
- Il piccolo Lord, regia di Gianfranco Albano - film TV (1996)
- Il mostro non fa più paura, regia di Gianluigi Calderone - film TV (1997)
- Ricominciare - serial TV (2000-2001)
- Vivere - serial TV (2002-2004)
- L'avvocato - serie TV, episodio 4x01 (2004)
- Provaci ancora prof! - serie TV, episodio 1x04 (2005)
- Sottocasa - serial TV (2006)
- Il generale Dalla Chiesa, regia di Giorgio Capitani - miniserie TV (2007)
- Un posto a sole - serial TV (2007-2008)
- Don Matteo - serie TV, episodi 6x09, 9x24 (2008, 2014)
- La ladra, regia di Lodovico Gasparini - serie TV, episodio 1x01 (2010)
- La donna che ritorna, regia di Gianni Lepre - miniserie TV (2010)
- Caruso, la voce dell'amore, regia di Stefano Reali - miniserie TV (2012)
- Sorelle, regia di Cinzia TH Torrini - serie TV (2017)
- Il commissario Ricciardi – serie TV, episodio 2x01 (2023)

## Teatro
- Il giardino dei ciliegi di Anton Čechov, regia di S. Mattei
- La guerra di Troia non si farà, regia di V. Marra
- Il cappello di paglia di Firenze, regia di V. Marra
- Ferdinando di Annibale Ruccello, regia di Mario Missiroli (1992)
- Uno sguardo dal ponte di Arthur Miller, regia di T. Cassano (1995)
- Amleto, regia di T. Cassano (1996)
- Don Giovanni e il suo servo, regia di A. Zucchi  (1997)
- Pretty Woman, regia di Francesco Bellomo (2013)

## Riconoscimenti
- Biglietto d'oro (1996)
- Telegatto (2002)
- Miglior attore giovane in Europa (2003)
- Telegrolla come miglior attore di soap opera (2006)
- Premio alla carriera teatro fiction cinema (2016)
- Premio per la Fiction Sorelle (2017)